# 嘉玛道理会隐修院 (那不勒斯)

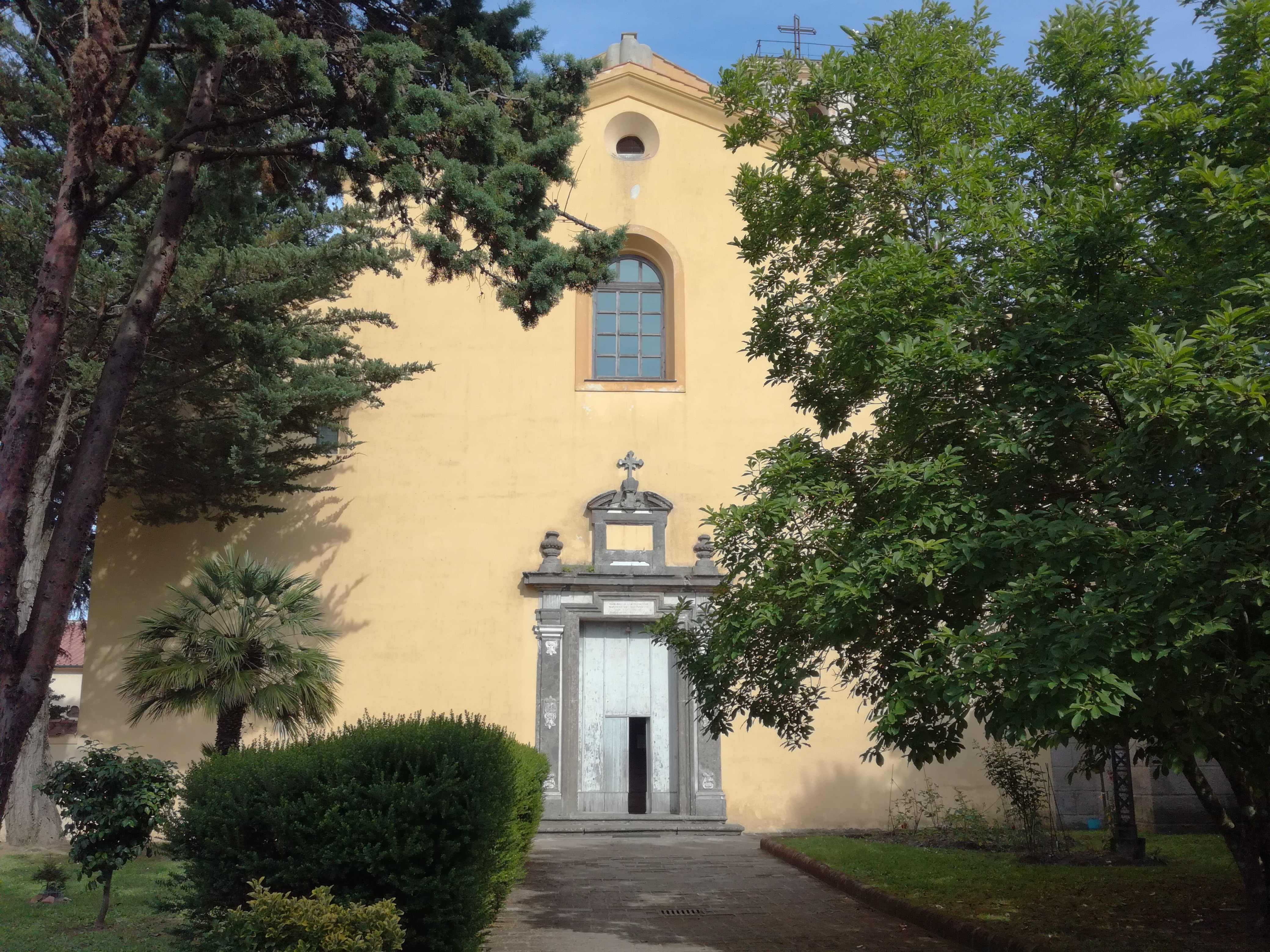

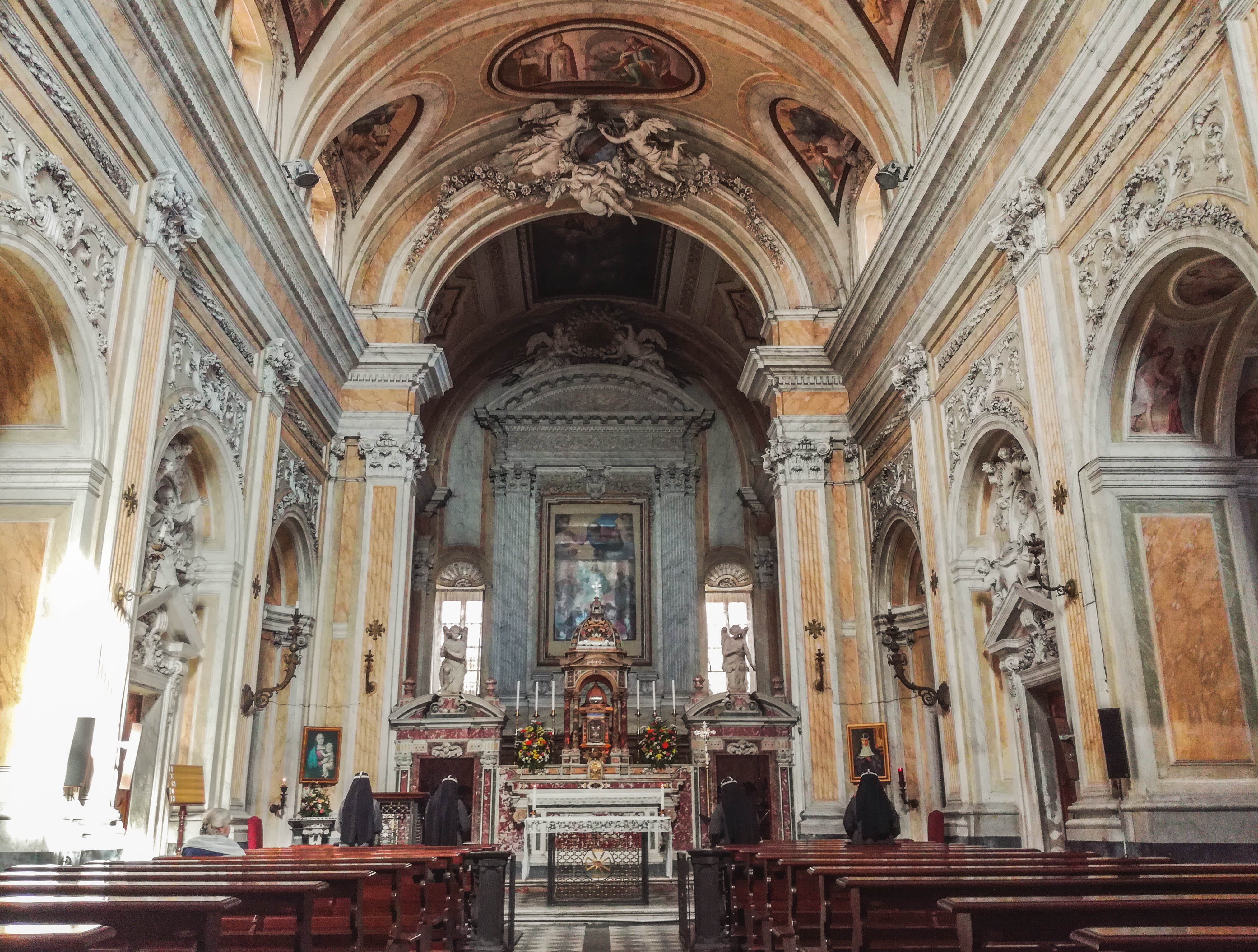

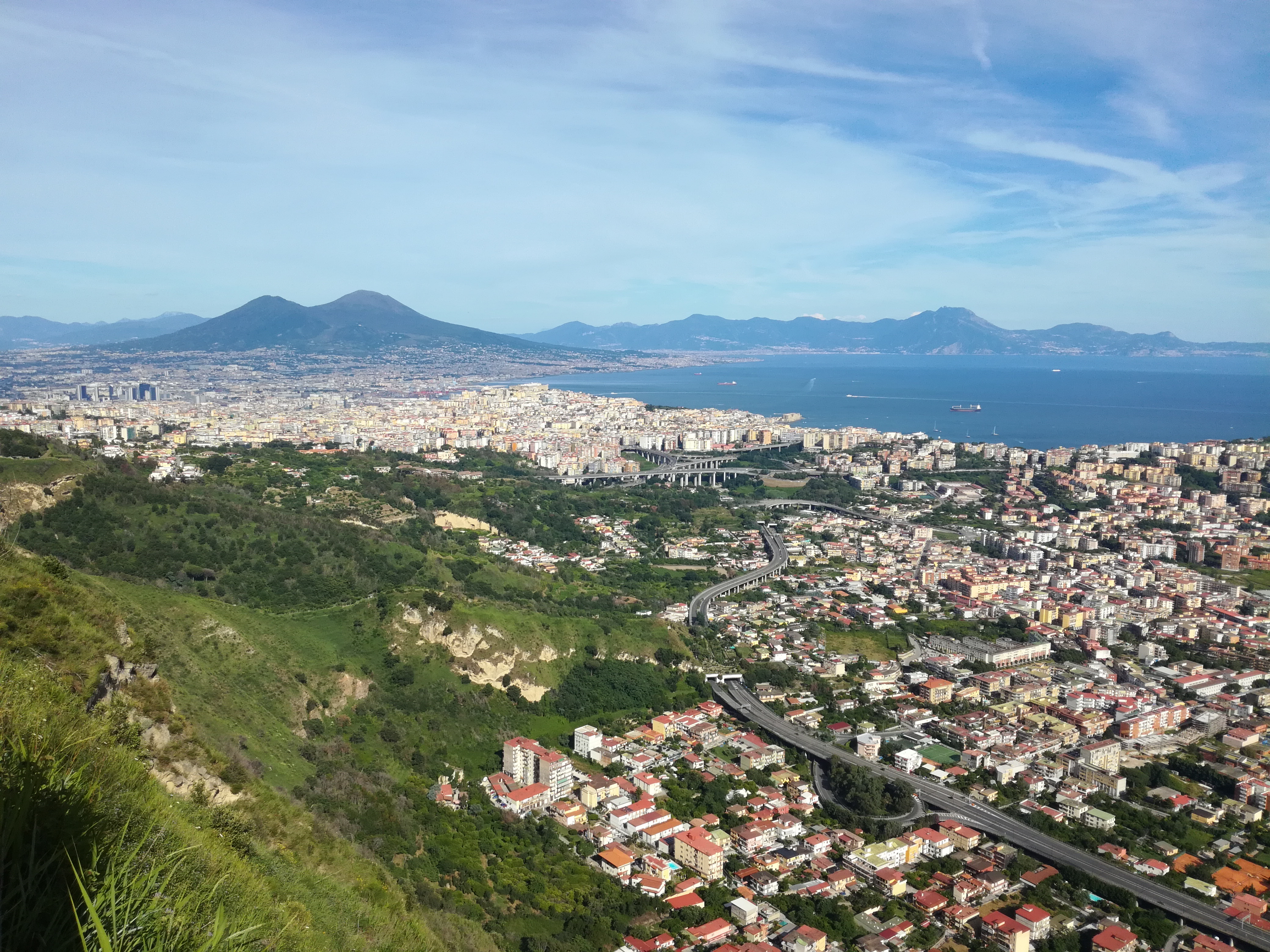

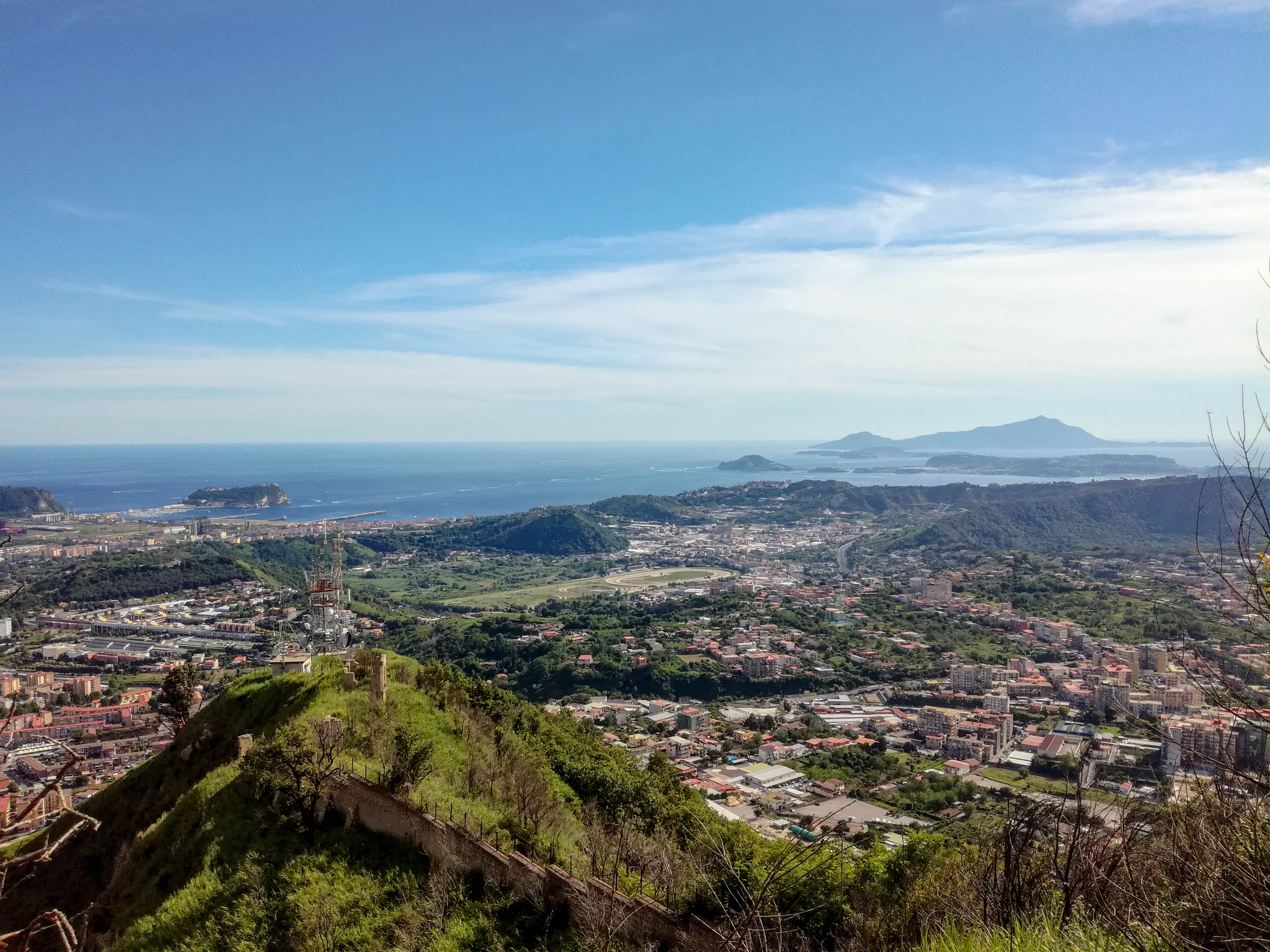

嘉玛道理会隐修院（義大利語：Complesso dell'Eremo dei Camaldoli）是一座修道院，位于意大利坎帕尼亚大区那不勒斯城市最高处的山上，介于维苏威火山与坎皮佛莱格瑞之间。它建于1585年，由嘉玛道理会在一个早期教堂的遗址上建造。教堂里的大祭坛是科西莫·范扎戈的作品，还有弗朗切斯科·弗兰坎扎诺和卢卡·焦尔达诺等艺术家的许多珍贵的画作。
修道院的一部分对公众开放，他们会去花园参观，俯瞰南面的城市。